# Lars Tvinde
Lars Knutsen Tvinde, född den 11 september 1886 i Voss i Hordaland fylke, död den 25 juni 1973 i Oslo, var en norsk skådespelare.
Tvinde debuterade 1912 under Det Norske Teatrets öppningssäsong, och var under hela sin bana en av huvudkrafterna vid denna scen, tills han drog sig tillbaka 1958. Han behärskade både komedi och tragedi, och både den klassiska och den moderna repertoaren. Till hans främsta roller hör titelrollen i Ludvig Holbergs Jeppe paa Bierget och Den Politiske Kandestøber, titelrollen i Hans E. Kincks Agilulf den vise, Didrik i Olav Duuns Medmenneske, Teiresias i Sofokles Antigone och kaptenen i August Strindbergs Dödsdansen.
Han gjorde sin filmdebut 1920 i Tattar-Anna, och han spelade därefter i ett flertal stum- och ljudfilmer. Bäst ihågkommen är han kanske för rollen som Sebaldus i Tancred Ibsens Tattarbruden (1937).

## Filmografi
Efter Internet Movie Database:
- 1920 – Tattar-Anna
- 1921 – Jomfru Trofast
- 1921 – Felix
- 1922 – Farende folk
- 1925 – Himmeluret
- 1937 – By og land hand i hand
- 1937 – Ungt blod
- 1937 – Tattarbruden
- 1938 – Bør Børson jr.
- 1939 – Gjest Baardsen – en norsk Lasse-Maja
- 1940 – Godvakker-Maren
- 1942 – Nordlandets våghals
- 1943 – Vigdis
- 1946 – Om kjærligheten synger de
- 1951 – Ukjent mann
- 1966 – Svält
- 1969 – An-Magritt